# Deois knoblauchii
Deois knoblauchii är en insektsart som först beskrevs av Berg 1879.  Deois knoblauchii ingår i släktet Deois och familjen spottstritar. Inga underarter finns listade i Catalogue of Life.